# Reduto de Castelo Branco
O Reduto de Castelo Branco localizava-se na freguesia de Castelo Branco, no concelho da Horta, na costa sul da ilha do Faial, nos Açores.
Em posição dominante sobre este trecho do litoral, constituiu-se em uma fortificação destinada à defesa deste ancoradouro contra os ataques de piratas e corsários, outrora frequentes nesta região do oceano Atlântico.

## História
Poderá ter sucedido o 1.º Forte de Castelo Branco e o 2.º Forte de Castelo Branco.
A "Relação" do marechal de campo Barão de Bastos em 1862 refere-o e informa que "Tem uma caza arruinada" e que se encontra arruinado. A seu respeito observa ainda: "Idem Idem" ("Pode desde já desprezar-se, porque alem de não ser efficaz para a defeza da ilha, por isso é que esta é acessível por todos os lados, e as fortificações se achão tão arruinadas que teria de se fazer avultadas despezas para a sua reedificação.")
Encontra-se referido como "Reduto de Castelo Branco" no "Dicionário Corográfico dos Açores":
"Um grande morro assente sobre uma pequena península, ligada a terra por um istmo muito estreito. Sobre este morro se construiu um reduto e por ser de pedra branca, deu o nome à povoação."
Esta elevação ergue-se a 148 metros acima do nível do mar.
A estrutura não chegou até aos nossos dias.